# سارة غيليت
سارة غيليت (بالإنجليزية: Sarah Gillett)‏ هي دبلوماسية بريطانية، ولدت في 21 يوليو 1956.